# 藤原あらし
藤原 あらし（ふじはら あらし、1978年12月22日 - ）は、日本の男性キックボクサー。和歌山県出身。元WPMF世界スーパーバンタム級王者。日本人としては異例のムエタイの本場ルンピニースタジアムのトップ選手。バンゲリングベイ・スピリット所属。サウスポースタイル。
苗字は「ふじわら」ではなく、「ふじはら」と読む。

## 来歴
高校時代は陸上中距離の選手として、近畿大会に出場するなど活躍していた。この時にキックボクシングの基礎となる脚力、スタミナなどが鍛えられた。
大学時代は入学当初から明治大学キックボクシング部に所属し、全日本学生キックボクシング連盟主催の後楽園ホールでの試合に多数出場し経験を積んだ。当時から左ミドルキックを中心とした蹴り技が武器であった。当時は本名の藤原正起（ふじはら まさき）として出場していた。
2000年には全日本学生キックボクシング連盟バンタム級王者を獲得した。
プロに専念するため明治大学を卒業後就職をせずに新田明臣に誘われてS.V.G.に入門。
2002年1月4日、全日本キックボクシング連盟（AJKF）興行でプロデビュー。佐手康人にパンチでTKO勝ち。
2003年8月17日、全日本バンタム級王座決定戦で平谷法之と対戦し、判定負け。王座獲得ならず。
2004年11月19日、全日本バンタム級王座決定戦で真後和彦と対戦し、KO勝ち。王座を獲得した。
2005年3月2日、J-NETWORK主催「MACH 55 1st」トーナメントに参戦。1回戦で関健至に右フックでKO勝ち。5月6日の準決勝では藤原国崇との「藤原対決」にバッティングでカットされ肘で切り裂かれ劣勢だったが、肘で切り裂き大逆転TKO勝ち。7月31日の決勝では真二に判定勝ち。優勝を果たした。
2005年10月、ワンロップ・ウィラサクレックに肘で切り裂くも肘で逆転されＫＯ負け。
2006年7月22日、ニュージャパンキックボクシング連盟主催「真王杯」55kgトーナメントに参戦。1回戦で岩波祐次にKO勝ち。9月24日の準決勝では国崇にダウンを奪われるが左ミドルが国崇の右腕のツボに入ったのか、国崇の右腕が動かなくなり左ミドルを蹴りまくり逆転の判定勝ち。
11月23日の決勝では米田貴志と対戦。本来のサウスポースタイルからオーソドックスの構えをとり、右ミドルキックで序盤から米田を圧倒した。しかし、藤原勝利が確実と思われた最終5Rに自ら転倒してロープにからまり、また「ブレイク」のコールを受けて無防備になっているところに、米田の飛び込んでの左膝蹴りを浴びてKO負け（試合を観戦したものの証言では膝蹴りの後、米田がもつれて倒れこむ際、さらに、踏みつけを受けた。なお、もつれて転倒する際に乗じて踏みつけるグレーな行為はムエタイなどでもしばしば行われる）。フィニッシュの米田の膝蹴りは藤原が転倒後、レフェリーのブレイクのコール後に出されたものであり、また、そもそも転倒時の攻撃も反則行為であるが、不問となった。この裁定に対しては、観客や所属団体から疑問、抗議の声が試合終了後、上がっていた。決勝の不運なアクシデントと裁定で、準優勝に終わったものの、トーナメント、試合全体としては藤原が圧倒的な強さを見せつけた。
2006年10月8日、AJKF「青春塾祭り 〜Naokick's〜」で行われたファッションショーにサトルヴァシコバと共にモデルとして登場した。
2007年4月、コムパヤック・ウィラサクレックにＫＯ負け。
2007年8月25日、全日本バンタム級タイトルマッチで寺戸伸近と対戦し、ミドル、膝蹴り、右肘打ちで連続ダウンを奪うとタオルが投入されTKO勝ち。初防衛に成功した。
バンタム級の日本人選手としては強さが突出しており、互角の試合相手がなかなかいないため、その後、階級が上の選手への挑戦を開始する。
2007年には、全日本キックボクシング連盟・フェザー級王者の山本真弘、元フェザー級王者の前田尚紀に対して引き分けている。両者とも階級が上であり、その中でもトップクラスの選手である。本来、バンタム級王者とフェザー級王者、元王者の試合が組まれること自体が極めて異例であり、藤原の強さがうかがえる。引き分けとは言え、評価をさらに高めた試合であった。
2007年10月、日本人キラーで自身も負けているワンロップ・ウィラサクレックと再戦し、徹底した対策を練り、肘を封じる立ち位置とステップ・ガードを上げる・頭を下げない・肘を防ぐために前蹴りで距離を取る・肘は前に出て受ける、などの猛練習を実践し、2つのドローを挟み2003年5月～2007年9月まで日本人に無敗だったワンロップに判定勝ちしリベンジに成功。
2008年1月12日、全日本キックボクシング連盟2007年度年間表彰式が開催され、最優秀選手賞を受賞した。
2009年1月18日、「ムエローク Japan 2009 〜最大最強のムエタイ祭り〜」のWPMF世界バンタム級王座決定戦でヨックモラゴット・ペットフォーカスと対戦するも、引き分けで王座獲得ならず。
2009年9月13日、日本引退を表明したワンロップ・ウィラサクレックと対戦し、判定勝ちでWPMF世界スーパーバンタム級王座を獲得した。
2010年6月6日、M-1でサイヤノーイ・ルークフアタノンと対戦し、3-0の判定勝ち。この試合がバンゲリングベイ・スピリット移籍初戦となった。
2010年9月26日、WBCムエタイルール日本統一バンタム級王座決定戦で山本ノボルと対戦し、TKO勝ちで王座を獲得した。
2010年12月30日、戦極 Soul of Fightで江幡睦と戦極ムエタイルールで対戦し、3-0の判定勝ちを収めた。
2011年4月10日、M-1 FAIRTEX ムエタイチャレンジ「RAORAK MUAY vol,1」の日本vsタイ副将戦でナロンチャイ・ドラゴンテイルジムと対戦し、3Rに左ローキックでKO勝ちを収めた。
2011年6月12日、M-1 FAIRTEX ムエタイチャレンジ「がんばろうニッポン！RAORAK MUAY vol,2」のセミファイナルで一戸総太の代替選手として出場し、元バンタム級オームノーイ＆アディソンスタジアム二冠王者カンティポン・トーピタゴンラカンと対戦した。最終R残り1秒でKO勝ちを収めた。
2011年7月18日、REBELS.8 & IT’S SHOWTIME JAPAN countdown-1で三冠王者闘魔と対戦し、2-0の判定勝ちを収めた。
2014年5月18日のルンピニースタジアム認定スーパーフライ級ランキング戦で本場のランカーの19歳の強豪ゴンプートーンに勝利した。
2020年よりKROSS×OVER参戦している。

## 戦績

### キックボクシング
| キックボクシング 戦績 | キックボクシング 戦績 | キックボクシング 戦績 | キックボクシング 戦績 | キックボクシング 戦績 | キックボクシング 戦績 | キックボクシング 戦績 |
| --------------------- | --------------------- | --------------------- | --------------------- | --------------------- | --------------------- | --------------------- |
| 77 試合               | (T)KO                 | 判定                  | その他                | 引き分け              | 無効試合              |                       |
| 51 勝                 | 34                    | 17                    | 0                     | 9                     | 0                     |                       |
| 17 敗                 | 7                     | 10                    | 0                     | 9                     | 0                     |                       |

| 勝敗 | 対戦相手                                  | 試合結果                                  | 大会名 | 開催年月日     |
| ×    | 佐々木雄汰                                | 5R終了 判定0-3                            | MuayThaiOpen 37 ＆ LumpineeBoxingStadium of Japan 【LPNJスーパーフライ級タイトルマッチ】                                                  | 2016年12月25日 |
| ○    | カーチャナウィラサックレック              | 2R TKO                                    | ZONE extra | 2016年11月5日  |
| ○    | ガイパー・13リアンエクスプレス            | 1R 1:23 KO                                | MuayThaiOpen36 | 2016年10月2日  |
| ○    | チェン・ユーシー                          | 3R 1:31 TKO                               | KICKBOXING ZONE 5 沖縄大会 | 2016年9月11日  |
| ○    | 萩原秀斗                                  | 3R終了 判定3-0                            | MuayThaiOpen35 ＆ LumpineeBoxingStadium of Japan 【LPNJバンタム級タイトルマッチ】                                                         | 2016年7月17日  |
| ○    | キム・ドンセン                            | 2R 2:55 TKO                               | ZONE 4 『原点回帰』 | 2016年5月1日   |
| ○    | 若山龍嗣                                  | 4R 1:59 TKO                               | FIGHT COLLECTION in 沖縄 K-SPIRIT13 | 2016年3月27日  |
| ×    | 片島聡志                                  | 5R終了 判定0-3                            | MuayThaiOpen 34 | 2016年2月7日   |
| ×    | 小笠原瑛作                                | 1R 1:34 KO                                | MuayThaiOpen33 ＆ Lumpinee Boxing Stadium of Japan                                                                                        | 2015年12月13日 |
| ○    | ブロディ―・WMCムエタイ                    | 5R終了 判定3-0                            | スックムエタイ ルンピニークリッククライ                                                                                                   | 2015年10月24日 |
| ○    | SIDEN                                     | 2R 1:29 TKO                               | KICKBOXING ZONE 3 沖縄大会 | 2015年9月13日  |
| ○    | マロンチャイ・オーブンチュアイ            | 2R TKO                                    | スック・ルンピニー・グリッククライ | 2015年8月22日  |
| ○    | カルロ・パウパッダ                        | 4R 2:06 KO                                | ZONE×REAL 第二章 第1部 ZONE 2 | 2015年5月2日   |
| ×    | ゲンガー・ポーペッコォー                  | 5R終了 判定0-3                            | 蹴拳25 【ルンピニースタジアム認定スーパーフライ級タイトルマッチ】                                                                         | 2015年4月5日   |
| ○    | ノンタ・チャイギャコーウィッ              | 5R終了 判定3-0                            | 蹴拳24 【ルンピニースタジアム認定査定試合】                                                                                               | 2015年1月31日  |
| ○    | 井口摂                                    | 2R 0:33 KO                                | KICKBOXING ZONE | 2014年11月9日  |
| ×    | ナッタポン・ナーチュアウイッタヤコム      | 5R終了 判定0-3                            | 蹴拳22 【ルンピニースタジアム認定スーパーバンタム級タイトルマッチ】                                                                       | 2014年10月12日 |
| ○    | ピンポンパン                              | 3R終了 判定3-0                            | TNT 5th | 2014年9月7日   |
| ○    | ゴンプートーン・ノーノップヒラン          | 5R終了 判定2-0                            | 蹴拳18 【ルンピニースタジアム認定スーパーフライ級ランキング戦】                                                                           | 2014年5月18日  |
| ○    | カムチャック・カーオ                      | 1R 1:21 KO                                | M-FIGHT～蹴拳15～Part.2 | 2014年2月1日   |
| ○    | ペップノーイ・パリシャー                  | 1R 2:22 KO（パンチ連打）                  | RISE 91/M-1MC～INFINITY.II～ | 2013年1月6日   |
| △    | エッガラート・KBA                         | 3R終了 判定1-0                            | TITANS NEOS 12 | 2012年9月15日  |
| ×    | 江幡睦                                    | 1R 2:36 KO（3ノックダウン）               | 新日本キックボクシング協会「MAGNUM 29」                                                                                                   | 2012年7月22日  |
| ×    | チョークナムチャイ・シッヂャークン        | 5R終了 判定0-2                            | 「M-1ムエタイチャレンジ Sutt Yod Muaythai vol.1」Part2 【ルンピニースタジアム認定査定試合】                                               | 2012年3月25日  |
| ×    | ポーンモンコン・K.T.ジム                  | 5R終了 判定0-3                            | REBELS.10 | 2012年1月22日  |
| ○    | 川井りん太郎                              | 1R 2:17 KO                                | FIGHT CLUB 1 | 2011年12月4日  |
| ○    | 闘魔                                      | 5R終了 判定2-0                            | REBELS.8 & IT’S SHOWTIME JAPAN countdown-1                                                                                                | 2011年7月18日  |
| ○    | カンティポン・トーピタゴンラカン          | 5R 2:59 KO（左ローキック）                | M-1 FAIRTEX ムエタイチャレンジ「がんばろうニッポン！RAORAK MUAY vol,2」                                                                   | 2011年6月12日  |
| ○    | 池田茂由                                  | 4R 2:45 TKO                               | 新日本キックボクシング協会「TITANS NEOS 9」                                                                                               | 2011年4月17日  |
| ○    | ナロンチャイ・ドラゴンテイルジム          | 3R 0:42 KO（左ローキック）                | M-1 FAIRTEX ムエタイチャレンジ「RAORAK MUAY vol,1」 【日本vsタイ副将戦】                                                                  | 2011年4月10日  |
| ○    | 江幡睦                                    | 5R終了 判定3-0                            | 戦極 Soul of Fight | 2010年12月30日 |
| ×    | クワンピチット・13コインエクスプレス      | 5R終了 判定0-2                            | Fujiwara Festival 〜藤原祭り2010〜 | 2010年12月1日  |
| ○    | 山本ノボル                                | 2R 1:47 KO（左ハイキック）                | 激突III | 2010年11月3日  |
| ○    | 山本ノボル                                | 4R 1:17 TKO（レフェリーストップ）         | The Path to the World Champion WBCムエタイ世界王者への道 【WBCムエタイルール日本統一バンタム級王座決定戦】                                | 2010年9月26日  |
| ○    | TOMONORI                                  | 3R 1:18 KO（左肘打ち）                    | REBELS 3 | 2010年7月19日  |
| ○    | サイヤノーイ・ルークフアタノン            | 3R+延長R終了 判定3-0                      | M-1 RAJA BOXING SINGHA BEER ムエタイチャレンジ「NAI KANOMTOM vol.2」                                                                      | 2010年6月6日   |
| ×    | ノラシン・ギャットプラサンチャイ          | 5R終了 判定0-2                            | REBELS | 2010年1月23日  |
| △    | デーンチャイ・シットオー                  | 5R終了 判定0-0                            | M-1 FAIRTEX SINGHA BEER ムエタイチャレンジ 2009 Yod Nak Suu vol.4                                                                         | 2009年11月8日  |
| ○    | ワンロップ・ウィラサクレック              | 5R終了 判定2-0                            | M-1 FAIRTEX SINGHA BEER ムエタイチャレンジ 2009 Yod Nak Suu vol.3 【WPMF世界スーパーバンタム級タイトルマッチ】                            | 2009年9月13日  |
| ×    | ピンサヤーム・ソー.アムヌアイシリチョーク | 3R 1:30 KO（右ストレート）                | 全日本キックボクシング連盟「野良犬電撃作戦2009」                                                                                          | 2009年6月21日  |
| △    | アピラックKTジム                          | 5R終了 判定1-0                            | M-1 FAIRTEX ムエタイチャレンジ 2009 Yod Nak Suu vol.1                                                                                     | 2009年3月1日   |
| △    | ヨックモラゴット・ペットフォーカス        | 5R終了 判定1-1                            | ムエローク Japan 2009 〜最大最強のムエタイ祭り〜 【WPMF世界バンタム級王座決定戦】                                                         | 2009年1月18日  |
| ○    | テッパラート・ウィラサクレック            | 3R 1:10 KO（左ローキック）                | M-1 FAIRTEX SINGHA BEER ムエタイチャレンジ 「Legend of elbows 2008 〜JAO SUU〜」                                                          | 2008年11月9日  |
| ×    | チャートピチット・トー.ポンチャイ         | 5R終了 判定0-2                            | 全日本キックボクシング連盟「SWORD FIGHT 2008 〜日本VSタイ5対5マッチ〜」                                                                   | 2008年9月19日  |
| ×    | コムサン・ペッポートーン                  | 3R 2:43 TKO（タオル投入）                 | M-1 FAIRTEX SINGHA BEER ムエタイチャレンジ 「Legend of elbows 2008 〜MIND〜」                                                             | 2008年6月8日   |
| ○    | ロームラン・オー.ベンジャマー             | 2R 0:42 KO（左ローキック）                | 全日本キックボクシング連盟「Spring Storm」                                                                                                | 2008年4月26日  |
| △    | 前田尚紀                                  | 5R終了 判定1-1                            | 全日本キックボクシング連盟「Fujiwara Festival 〜藤原祭り2007〜」                                                                          | 2007年12月7日  |
| ○    | ワンロップ・ウィラサクレック              | 5R終了 判定3-0                            | 全日本キックボクシング連盟 「浪漫」 Kick Return Kickboxer of the best 60 Tournament 〜決勝戦〜                                            | 2007年10月25日 |
| ○    | 寺戸伸近                                  | 4R 2:06 TKO（タオル投入）                 | 全日本キックボクシング連盟 「浪漫」 Kick Return Kickboxer of the best 60 Tournament 〜開幕戦〜 【全日本バンタム級タイトルマッチ】         | 2007年8月25日  |
| ○    | ルークゲーオ・ギャットトー.ポー.ウボン    | 4R 2:22 TKO                               | スッグ・ラジャダムナン・チューチャルーン                                                                                                  | 2007年6月17日  |
| ×    | コムパヤック・ウィラサクレック            | 3R 2:19 KO（右ローキック）                | 全日本キックボクシング連盟「New Deal」 | 2007年4月15日  |
| △    | 山本真弘                                  | 5R終了 判定0-1                            | 全日本キックボクシング連盟「Departure 〜野良犬FINAL〜」                                                                                   | 2007年3月9日   |
| ×    | 米田貴志                                  | 5R 1:26 KO（左跳び膝蹴り）                | ニュージャパンキックボクシング連盟 「真王杯 55kg・60kg オープントーナメント（ADVANCE X 〜前進〜）」 【真王杯 55kgトーナメント 決勝】      | 2006年11月23日 |
| ○    | 国崇                                      | 5R終了 判定3-0                            | ニュージャパンキックボクシング連盟 「真王杯 55kg・60kg オープントーナメント（ADVANCE VIII 〜前進〜）」 【真王杯 55kgトーナメント 準決勝】 | 2006年9月24日  |
| ○    | 岩波祐次                                  | 4R 2:08 KO（3ノックダウン：左ローキック） | ニュージャパンキックボクシング連盟 「真王杯 55kg・60kg オープントーナメント（ADVANCE VII 〜前進〜）」 【真王杯 55kgトーナメント 1回戦】   | 2006年7月22日  |
| ○    | チェ・ジンスン                            | 3R終了 判定3-0                            | 全日本キックボクシング連盟「Triumph」 | 2006年6月11日  |
| ○    | ラジャサクレック・ソー.ワラピン           | 3R 1:50 KO（3ノックダウン：左ローキック） | 全日本キックボクシング連盟 「初代全日本スーパーウェルター級王座決定トーナメント 〜決勝戦〜」                                              | 2006年4月21日  |
| ×    | ワンロップ・ウィラサクレック              | 2R 0:20 KO（右肘打ち）                    | 全日本キックボクシング連盟「SWORD FIGHT」                                                                                                 | 2005年10月16日 |
| ○    | 真二                                      | 5R終了 判定3-0                            | J-NETWORK「GO! GO! J-NET '05 〜MACH 55 1st 決勝〜」 【MACH 55 決勝】                                                                      | 2005年7月31日  |
| ○    | 藤原国崇                                  | 3R 1:47 TKO（頭部のカット）               | J-NETWORK「GO! GO! J-NET '05 〜MACH 55 1st 準決勝〜」 【MACH 55 準決勝】                                                                  | 2005年5月6日   |
| ○    | 関健至                                    | 3R 2:45 KO（右フック）                    | J-NETWORK「GO! GO! J-NET '05 〜MACH 55 1st 開幕戦〜」 【MACH 55 1回戦】                                                                   | 2005年3月2日   |
| ○    | 真後和彦                                  | 1R 2:42 KO（左ローキック）                | 全日本キックボクシング連盟「The Championship」 【全日本バンタム級王座決定戦】                                                             | 2004年11月19日 |
| △    | ダーウサウィン・ギャットラタポン          | 5R終了 判定1-0                            | 全日本キックボクシング連盟「SUPER FIGHT 〜LIGHTNING〜」                                                                                   | 2004年8月22日  |
| ○    | 辻直樹                                    | 3R終了 判定3-0                            | 全日本キックボクシング連盟 「全日本ライト級最強決定トーナメント2004 FINAL STAGE」                                                         | 2004年6月18日  |
| △    | デメイン・トライナー                      | 5R終了 判定                               | PAIN and GLORY（イギリス） | 2004年4月24日  |
| ○    | キム・ユドン                              | 3R 0:48 KO（3ノックダウン：左ハイキック） | 全日本キックボクシング連盟 「全日本ライト級最強決定トーナメント2004 1st STAGE」                                                           | 2004年3月13日  |
| ○    | 浦林幹                                    | 3R終了 判定2-0                            | 全日本キックボクシング連盟「Wilderness」                                                                                                  | 2004年1月4日   |
| ×    | 平谷法之                                  | 5R終了 判定0-3                            | 全日本キックボクシング連盟「HURRICANE BLOW」 【全日本バンタム級王座決定戦】                                                               | 2003年8月17日  |
| ○    | YUTAKA                                    | 3R 1:36 KO（膝蹴り）                      | 全日本キックボクシング連盟「DEAD HEAT」 【全日本バンタム級王座決定トーナメント 準決勝】                                                   | 2003年6月20日  |
| ○    | ラビット関                                | 4R 0:57 KO（パンチ連打）                  | 全日本キックボクシング連盟 「全日本ライト級最強決定トーナメント」                                                                         | 2003年3月8日   |
| ○    | 牧裕三                                    | 2R 2:48 KO（右ストレート）                | 全日本キックボクシング連盟「BACK FROM HELL-II」                                                                                           | 2002年12月8日  |
| ○    | 平谷法之                                  | 3R+延長R終了 判定2-0                      | 全日本キックボクシング連盟「Brandnew Fight」                                                                                              | 2002年10月17日 |
| ○    | 黒田道鷹                                  | 2R 1:49 KO（膝蹴り）                      | 全日本キックボクシング連盟「GOLDEN TRIGGER」 【全日本フェザー級王座決定トーナメント 準決勝】                                              | 2002年9月6日   |
| △    | 黒田道鷹                                  | 3R終了 判定0-0                            | J-NETWORK「J-BLOODS III」 | 2002年9月6日   |
| ○    | 中込陽介                                  | 3R終了 判定3-0                            | 全日本キックボクシング連盟「Rising Force」                                                                                                | 2002年4月12日  |
| ○    | 大橋和夫                                  | 3R 2:01 KO（膝蹴り）                      | 全日本キックボクシング連盟「OVER the EDGE」                                                                                               | 2002年3月17日  |
| ○    | 佐手康人                                  | 2R 2:12 KO（膝蹴り）                      | 全日本キックボクシング連盟「KICK MIND」                                                                                                   | 2002年1月4日   |

### ラウェイ
| 勝敗 | 対戦相手             | 試合結果        | 大会名                                                                          | 開催年月日    |
| △    | ニャン・リン・アウン | 5R終了 引き分け | ミャンマーラウェイ国際大会 「LETHWEI CHALLENGE FIGHT MYANMAR vs. JAPAN 2 on 2」 | 2013年9月21日 |

## 獲得タイトル
- 2000年全日本学生キックボクシング連盟バンタム級王座
- 第23代全日本バンタム級王座
- J-NETWORK「MACH 55 1st」トーナメント 優勝
- WPMF世界スーパーバンタム級王座
- 第2代WBCムエタイ日本統一バンタム級王座
- 初代LPNJバンタム級王座